# Madonna col Bambino tra i santi Vito e Castrense
Madonna col Bambino tra i santi Vito e Castrense è un trittico a olio su tavola conservato presso la Galleria Regionale del Palazzo Abatellis di Palermo. Proviene dalla chiesa di San Vito a Monreale.